# 적성초등학교
적성초등학교는 대한민국 전북특별자치도 순창군 적성면 고원리에 있는 공립 초등학교다.

## 학교 연혁
- 1935년 5월 23일 적성공립보통학교 개교(설립인가 5월 15일)
- 1938년 4월 1일 적성공립심상소학교로 개칭
- 1941년 4월 1일 적성공립국민학교로 개칭
- 1981년 3월 5일 병설유치원 개원
- 1993년 9월 1일 수동국민학교 폐교로 무수리 편입
- 1994년 3월 1일 내월국민학교 통폐합
- 1995년 3월 10일 학교급식 시설
- 1996년 3월 1일 적성초등학교로 변경
- 2020년 2월 7일 제82회 졸업 1명 (총3,396명)
- 2020년 3월 1일 초등학교 4학급, 유치원 1학급 편성
- 2020년 3월 1일 제33대 최명신 교장 부임

## 참고 자료
- 적성초등학교 - 한국교육학술정보원 학교알리미